# Niemczewo (województwo pomorskie)
Niemczewo (kaszb. Niemczewò, niem. Nimzewe) – wieś w Polsce położona w województwie pomorskim, w powiecie słupskim, w gminie Dębnica Kaszubska, na północnej granicy Parku Krajobrazowego Dolina Słupi, przy trasie drogi wojewódzkiej nr 210 i w sąsiedztwie leśniczówki "Gałąźnia". Wieś wchodzi w skład sołectwa Motarzyno.
W latach 1975–1998 miejscowość położona była w województwie słupskim.
W Niemczewie rośnie także bardzo okazały, pomnikowy buk zwyczajny. To drzewo o pojedynczym, regularnie walcowatym i skręconym wokół własnej osi pniu, o obwodzie 605 cm (w 2013 roku)

## Nazwa
Nazwa miejscowości ma pochodzenie słowiańskie i charakter etymologiczny. Powstała przez dodanie do nazwy etnicznej Niemiec formantu -ewo. Niemiecka nazwa Nimzewe jest adaptacją fonetyczną pierwotnej nazwy słowiańskiej. W latach 1937–1945 ukształtowana historycznie nazwa została w ramach szerokiej akcji odkaszubiania i germanizacji nazewnictwa zastąpiona przez administrację niemiecko-nazistowską sztuczną nazwą Roden – jest to tzw. chrzest nazewniczy o charakterze kulturowym, przeniesiony z niemieckiej nazwy pospolitej Roden „wykarczowane miejsce, karczowisko”.
Rada Języka Kaszubskiego proponuje kaszubską formę nazwy Niemczewò.